# Kommunalwahlen in Mosambik 2013
Die Kommunalwahlen in Mosambik 2013 wurden am 20. November 2013 durchgeführt. Dabei standen sowohl die Bürgermeisterstellen als auch die Mandate für die Kommunalparlamente zur Wahl. Die Wählerregistrierung fand vom 25. Mai bis 23. Juni 2013 in 53 Kommunen (gegenüber 43 Kommunen 2008) statt. Die Regierungspartei FRELIMO errang dabei erwartungsgemäß fast alle Bürgermeistersitze. Während die bisherig größte Oppositionspartei RENAMO die Wahlen boykottierte und sich auf militante Rebellion beschränkte, konnte die neue Oppositionspartei Movimento Democrático de Moçambique (MDM) nahezu flächendeckend signifikante Erfolge, darunter die Bürgermeistersitze in der dritt- und der viertgrößten Stadt des Landes erringen. Insgesamt kam die neue Oppositionspartei auf etwa 30 % der abgegebenen Stimmen. Es gab in mehreren Wahlkreisen Beschwerden über Unregelmäßigkeiten zugunsten der Regierungspartei FRELIMO. Die Untersuchung dieser Vorwürfe kann auch als Ausdruck deutlich verbesserter Kontrollmöglichkeiten der Oppositionsparteien innerhalb des Wahlprozesses verglichen mit den letzten Kommunalwahlen 2008 gesehen werden, wenn auch die meisten Klagen wegen Formfehler der Kläger abgewiesen wurden. In Quelimane wurde das erste Ergebnis, nach dem FRELIMO auch hier den Sieg errungen hatte, zugunsten des oppositionellen MDM jedoch direkt korrigiert. In Gurué und Nampula wurde das ursprüngliche Wahlergebnis zugunsten FRELIMOs annulliert und Neuwahlen ausgeschrieben, die mit einem Sieg der oppositionellen Partei MDM endeten.

## Beteiligte Ortschaften
Seit 1998 finden alle fünf Jahre Kommunalwahlen im südostafrikanischen Mosambik statt. Waren es 1998 und 2003 noch 33 Municipios (Kommunen) und bei den Kommunalwahlen 2003 43 Ortschaften, in denen gewählt werden durfte, erhielten die Wähler 2013 in 53 Kommunen die Möglichkeit ihre kommunale Vertretung und einen Bürgermeister zu wählen.
Im Vorfeld der Wahlen 2013 hatte der Ministerrat beschlossen, dem Parlament die Schaffung von 10 weiteren Municipios vorzuschlagen: Boane in der Provinz Maputo, Praia do Bilene in der Provinz Gaza, Quissico in der Provinz Inhambane, Nhamatanda in der Provinz Sofala, Sussundenga in der Provinz Manica, Nhamayábué in der Provinz Tete, Maganja da Costa in der Provinz Zambezia, Malema in der Provinz Nampula, Chiure in der Provinz Cabo Delgado und Mandimba in der Provinz Niassa.
In diesen Ortschaften durften die wahlberechtigten Bewohner also erstmals eine kommunale Vertretung wählen.

## Teilnehmende Parteien
Wahlunterlagen eingereicht hatten:
- FRELIMO
- Movimento Democrático de Moçambique (MDM, „Demokratische Bewegung von Mosambik“)
- Partido Humanitário de Moçambique (PAHUMO, „Humanitäre Partei von Mosambik“)
- Partido Trabalhista (PT, „Arbeiterpartei“)
- Partido para a Paz, Democracia e Desenvolvimento (PDD, „Partei für Demokratie und Entwicklung“)
- Partido Independente de Moçambique (PIMO, „Unabhängige Mosambikanische Partei“)
- Partido de Reconciliação Nacional de Moçambique (PANAMO, „Partei für Nationale Erneuerung“) (aus formalen Gründen ausgeschlossen[6])
- Partido Progresso Liberal de Moçambique (PPLM, „Mosambikanische Liberal-Progressive Partei“)
- Eine Koalition von: Ecologista („Ökologisten“) und Movimento Patriótico para a Democracia (MPD, „Patriotische Bewegung für Demokratie“) (aus formalen Gründen nicht zugelassen[7])

sowie fünf lokale Bürgerlisten:
- Juntos pela Cidade (JPC) und SINFORTÉCNICA in Maputo
- ASSEMONA in Nampula
- ASTROGAZA in Xai-Xai  (aus formalen Gründen ausgeschlossen[8])
- ANATURMA in Manhica[9]

Von diesen Parteien und Listen waren bei den Kommunalwahlen in Mosambik 2008 nur Frelimo, PDD, PIMO, PT und JPC bereits dabei gewesen, Die Ökologisten waren Teil einer anderen Koalition gewesen. In den Orten Manhiça, Beira, Cuamba und Milange hatten 2008 Parteien oder Listen Sitze gewonnen, die 2013 nicht mehr angetreten waren. Die erfolgreichste der nicht wieder angetretenen Listen war 2008 die Grupo para a Democracia da Beira (GDB), die sieben Sitze in Beira gewonnen hatte und einen Vizepräsidenten dort stellte. Die Gruppe machte „Interne Differenzen“ dafür verantwortlich, dass sie 2013 keine Registrierung für die Wahl zustande brachte.

## Boykott durch RENAMO
Bereits seit 2012 verweigert RENAMO, die bis dahin größte Oppositionspartei des Landes, die Beteiligung an Wahlvorbereitungen jedweder Art, solange das Wahlgesetz nicht so geändert wird, dass diese Partei ein Veto-Recht innerhalb des Wahlprozesses erhält. Allerdings hatte RENAMO auch in den vergangenen Jahren nur geringes Interesse an Kommunal- und Provinzwahlen gezeigt. Die stark auf ihren Parteichef Dhlakama ausgerichtete ehemalige Guerrilla-Organisation RENAMO hatte ihre Wahlbeteiligungen auf die jeweiligen Präsidentschaftswahlen des Landes konzentriert und dadurch kontinuierlich an Einfluss auf den unteren parlamentarischen Ebenen verloren. Im August 2013 erklärte RENAMO offiziell ihren Boykott der Kommunalwahlen 2013 und verweigerte die Teilnahme an den Sitzungen der Wahlkommission CNE.
Der Boykottaufruf RENAMOs ist offenkundig nur in weiten Teilen der Provinz Nampula befolgt worden. Die Wahlbeteiligung insgesamt entsprach mit etwa 46 % derjenigen von 2008.

## Ergebnisse
Ergebnisse auf den Landesdurchschnitt gerechnet
| Partei          | % (Sitze) 2008 | % (Sitze) 2013 | Bürgermeister 2008 | Bürgermeister 2013 |
| --------------- | -------------- | -------------- | ------------------ | ------------------ |
| FRELIMO         | 80 % (816)     | 69 % (842)     | 42                 | 49                 |
| RENAMO          | 19 % (195)     | -              | -                  | -                  |
| MDM             | -              | 30 % (365)     | -                  | 4                  |
| Andere Parteien | 1 % (14)       | < 1 % (9)      | 1 (Unabhängiger)   | -                  |
| Sitze gesamt    | 1025           | 1216           | 43                 | 53                 |

FRELIMO stellt in 49 der 53 Kommunen den Bürgermeister und die Mehrheit in der Kommunalversammlung. MDM stellt den Bürgermeister in Beira, Nampula und Quelimane. In Gurué muss die Wahl aufgrund gravierender Verstöße gegen das Wahlgesetz zugunsten FRELIMOs wiederholt werden. MDM konnte sich hier jedoch nicht damit durchsetzen, der eigenen Partei direkt den Sieg zuzusprechen, auch wenn dieser Sieg durch kopierte Einzelergebnisse der Stimmbezirke belegbar war. In Beira stellte MDM seit 2008 und aufgrund von Nachwahlen 2011 auch in Quelimane bereits den Bürgermeister, der nun jeweils bestätigt wurde. In Nampula errang ein MDM-Kandidat dieses Amt nach einer Wiederholung des Wahlvorgangs wegen verschiedener Unregelmäßigkeiten. In Nyamabue, wo MDM sich gute Chancen ausgerechnet hatte, erlitt die Partei allerdings mit nur 8 % eine Niederlage. Von den Kleinparteien konnte keine eine Mehrheit in einer Kommunalversammlung erringen oder in einem Ort den Bürgermeister stellen. Die Liste ASSEMONA errang allerdings in Angoche die zweitmeisten Stimmen und verwies MDM hier auf den dritten Platz.
Dennoch können die bisherigen Ergebnisse nicht als Triumph für FRELIMO gewertet werden. Die bisherige größte Oppositionspartei Renamo war nicht angetreten und die erst 2008 gegründete oppositionelle Partei MDM errang landesweit durchschnittlich etwa 30 % der Stimmen (im Vergleich zu einem RENAMO-Ergebnis 2008 von 19 %) und signifikante Erfolge unterhalb der Schwelle der Mehrheit bei den Bürgermeisterwahlen:
- in der Hauptstadt Maputo erhielt MDM-Kandidat Venancio Mondlane knapp 40 % der Stimmen. Zum Vergleich: 2008 hatte der FRELIMO-Kandidat David Simango noch 86 % der Stimmen hier errungen, gegenüber 14 % für seinen damaligen Gegenkandidaten von Renamo[16]
- in Alto Molocue kam der MDM-Kandidat auf 48 %
- in Gorongosa auf 43 %
- in Mocuba verlor der MDM-Kandidat denkbar knapp mit 10 390  Stimmen gegen die FRELIMO-Kandidatin, die 10 817 Stimmen erhielt
- in Marromeu erhielt der FRELIMO-Kandidat 53 % der Stimmen, der Kandidat von MDM 48 %
- in Chimoio war das Verhältnis FRELIMO/MDM-Kandidat 53 % zu 47 %
- in Gurué führte der FRELIMO-Kandidaten mit nur einer Stimme Vorsprung vor dem MDM-Kandidaten. Der Fall wurde anhand der für ungültig erklärten Stimmen von der Nationalen Wahlkommission in Maputo zugunsten FRELIMOs entschieden. Der Verfassungsrat bestätigte zwar die Entscheidung der Wahlkommission, die Klage von MDM aufgrund von Formfehlern abzulehnen, erkannte jedoch derart gravierende Verstöße gegen das Wahlgesetz, dass die Wahlen in Gurué wiederholt werden mussten. Die Neuwahl ergab einen klaren Sieg für den Bürgermeisterkandidaten von MDM und auch die Mehrheit der Sitze im Stadtrat für MDM.[17]

Bei allen oben aufgeführten Ergebnissen übertrifft MDM das Ergebnis der bisher größten Oppositionspartei Renamo von 2003 deutlich. Der Boykottaufruf von RENAMO scheint nur in der Provinz Nampula von den RENAMO-Anhängern überwiegend befolgt worden zu sein. Während in den übrigen Provinzen die ehemalige RENAMO-Hochburgen nun MDM-Hochburgen waren, konnte MDM in Nacala Porto, in Ilha de Moçambique und einigen kleineren Küstenorten in der Provinz Nampula nicht die RENAMO-Ergebnisse von 2008 erreichen.
| Partei/Bürgerliste                                                                       | angetreten in                                                                   | Ergebnisse                                                                            |
| ---------------------------------------------------------------------------------------- | ------------------------------------------------------------------------------- | ------------------------------------------------------------------------------------- |
| FRELIMO                                                                                  | allen 53 Kommunen                                                               | ca. 70 % im Landesdurchschnitt, Bürgermeister in 49 von 53 Städten                    |
| Movimento Democrático de Moçambique (MDM)                                                | allen 53 Kommunen                                                               | ca. 30 % im Landesdurchschnitt, Bürgermeister in Beira, Quelimane, Nampula und Gurué. |
| Associação para a Educação Moral e Cívica de Exploração dos Recursos Minerais (ASSEMONA) | Nampula, Nacala, Monapo, Ribauè, Angoche                                        | 24 % in Angoche, um 1 % in den anderen Orten                                          |
| AAUPEC – Associação Artesanal Uiuipi-Pemba                                               | Cabo Delgado                                                                    | 9 % in Cabo Delgado, einen Sitz                                                       |
| Partido Humanitário de Moçambique (PAHUMO)                                               | Pemba, Nampula, Montepuez                                                       |                                                                                       |
| Partido Trabalhista (PT)                                                                 | -                                                                               |                                                                                       |
| Partido Independente de Moçambique (PIMO)                                                | Gondola                                                                         |                                                                                       |
| Os Verdes                                                                                | Maputo, Matola                                                                  |                                                                                       |
| Partido Para a Paz Democracia e Desenvolvimento (PDD)                                    | Maputo, Matola, Boane, Beira, Nhamatanda, Marromeu, Chimoio, Quelimane, Milange |                                                                                       |
| Partido para o Progresso Liberal de Moçambique (PPLM)                                    | Maputo, Matola, Boane                                                           |                                                                                       |
| Partido de Reconciliação Nacional                                                        | -                                                                               |                                                                                       |
| Movimento Patriótico para a Democracia (MPD)                                             | -                                                                               |                                                                                       |
| Partido Ecologista Movimento da Terra (PEC-MP)                                           | -                                                                               |                                                                                       |
| Aliança Independente de Moçambique (ALIMO)                                               | Maputo                                                                          |                                                                                       |
| Associação Jovens Técnicos Portadores de Deficiência de Moçambique (SINFORTECNICA)       | Maputo                                                                          |                                                                                       |
| Juntos Pela Cidade (JPC)                                                                 | Maputo                                                                          |                                                                                       |
| Associação dos Amigos Naturais da Manhiça (ANATURMA)                                     | Manhiça                                                                         |                                                                                       |
| Associação Artesanal UIUIP                                                               | Pemba                                                                           |                                                                                       |

## Vorwurf des Wahlbetrugs in einzelnen Orten und Wahlannullierungen
Am 25. November 2013 legte MDM formalen Protest gegen die Ergebnisse in zehn Städten ein: Maputo, Matola, Beira, Chimoio, Marromeu, Gorongosa, Quelimane, Mocuba, Gurué und Milange. Nach Informationen dieser Partei haben Parallelauszählungen nachweislich hier deutlich abweichende und für FRELIMO schlechtere Ergebnisse erbracht. Die Liste ASSEMONA, die in Angoche die zweitmeisten Stimmen erhalten hatte, erhob am 20. November formellen Protest gegen das örtliche Ergebnis. Hier waren u. a. kurz vor Schließung der Wahllokale etliche für FRELIMO vorausgefüllte Wahlzettel gefunden worden. In Gondola kritisierten Wahlbeobachter, dass es in einigen Wahllokalen eine ungewöhnlich hohe Zahl von ungültigen Stimmen bei gleichzeitig auffällig hohen Prozentergebnissen für FRELIMO gab. Der Verdacht steht im Raum, dass hier Wahlhelfer in großer Zahl Stimmzettel für MDM durch Zusätze ungültig gemacht hatten.
In Nampula wurde die Wahl des Bürgermeisters durch die nationale Wahlkommission National Elections Commission (CNE) annulliert, da der Name eines Kandidaten auf den in Südafrika gedruckten Stimmzetteln fehlte, die Wahl der Abgeordneten der Kommunalversammlung wurde annulliert, da die Sicherheitsbestimmungen nicht eingehalten wurden. Wahlurnen mit Stimmzetteln müssen bis zur Auszählung ununterbrochen in Beobachtung von Parteienvertretern sein können. In Nampula waren solche Wahlurnen aber unbeaufsichtigt in einem Kaufhaus über Nacht gelagert worden, Parteienvertreter hatten erst am nächsten Morgen den Schlüssel dazu erhalten.
In Quelimane waren offizielle Papiere mit den Zählergebnissen verschiedener Wahllokale verschwunden. Hier nutzte MDM die Möglichkeiten eines nach der letzten Kommunalwahl erlassenen Gesetzes und brachte ihre eigenen, bestätigten Kopien dieser Zählergebnisse zur Anwendung. Laut MDM hat die Partei nach diesen Ergebnissen in Quelimane sowohl den Bürgermeistersitz als auch die Mehrheit der Stimmen in Kommunalversammlung errungen.
In Gurué bestätigte die nationale Wahlkommission CNE das Wahlergebnis zugunsten FRELIMOs, da die klageführende Partei MDM Formfehler begangen habe. Der Verfassungsrat bestätigte diese Entscheidung, erkannte aber derart gravierende Verstöße gegen das Wahlgesetz, so dass beide Wahlen in Gurué, sowohl diejenige zum Bürgermeisteramt als auch diejenige zum Stadtrat, annulliert wurden. Diese Wahlen werden wiederholt.
Insgesamt zeigen diese Proteste aber auch die deutlich verbesserten Möglichkeiten der Opposition zur Kontrolle und Korrektur der Wahlhandlungen.